# Март Брас
Март Брас (нід. Mart Bras, 8 серпня 1950) — нідерландський ватерполіст.
Учасник Олімпійських Ігор 1972 року.